# Kırçiçeği, Susuz
Kırçiçeği là một xã thuộc huyện Susuz, tỉnh Kars, Thổ Nhĩ Kỳ. Dân số thời điểm năm 2010 là 409 người.